# ARFGAP2
ARFGAP2 (англ. ADP ribosylation factor GTPase activating protein 2) – білок, який кодується однойменним геном, розташованим у людей на 11-й хромосомі. Довжина поліпептидного ланцюга білка становить 521 амінокислот, а молекулярна маса — 56 720.
| 10         |  | 20         |  | 30         |  | 40         |  | 50         |
| ---------- |  | ---------- |  | ---------- |  | ---------- |  | ---------- |
| MAAEPNKTEI |  | QTLFKRLRAV |  | PTNKACFDCG |  | AKNPSWASIT |  | YGVFLCIDCS |
| GVHRSLGVHL |  | SFIRSTELDS |  | NWNWFQLRCM |  | QVGGNANATA |  | FFRQHGCTAN |
| DANTKYNSRA |  | AQMYREKIRQ |  | LGSAALARHG |  | TDLWIDNMSS |  | AVPNHSPEKK |
| DSDFFTEHTQ |  | PPAWDAPATE |  | PSGTQQPAPS |  | TESSGLAQPE |  | HGPNTDLLGT |
| SPKASLELKS |  | SIIGKKKPAA |  | AKKGLGAKKG |  | LGAQKVSSQS |  | FSEIERQAQV |
| AEKLREQQAA |  | DAKKQAEESM |  | VASMRLAYQE |  | LQIDRKKEEK |  | KLQNLEGKKR |
| EQAERLGMGL |  | VSRSSVSHSV |  | LSEMQVIEQE |  | TPVSAKSSRS |  | QLDLFDDVGT |
| FASGPPKYKD |  | NPFSLGESFG |  | SRWDTDAAWG |  | MDRVEEKEPE |  | VTISSIRPIS |
| ERATNRREVE |  | SRSSGLESSE |  | ARQKFAGAKA |  | ISSDMFFGRE |  | VDAEYEARSR |
| LQQLSGSSAI |  | SSSDLFGDMD |  | GAHGAGSVSL |  | GNVLPTADIA |  | QFKQGVKSVA |
| GKMAVLANGV |  | MNSLQDRYGS |  | Y          |  |            |  |            |

A: Аланін

C: Цистеїн

D: Аспарагінова кислота

E: Глутамінова кислота

F: Фенілаланін

G: Гліцин

H: Гістидин

I: Ізолейцин

K: Лізин

L: Лейцин

M: Метіонін

N: Аспарагін

P: Пролін

Q: Глутамін

R: Аргінін

S: Серин

T: Треонін

V: Валін

W: Триптофан

Кодований геном білок за функціями належить до активаторів гтфаз, фосфопротеїнів. 
Задіяний у таких біологічних процесах, як транспорт, транспорт білків, транспорт між ендоплазматичним ретикулумом і апаратом Гольджі, ацетилювання, альтернативний сплайсинг. 
Білок має сайт для зв'язування з іонами металів, іоном цинку. 
Локалізований у цитоплазмі, мембрані, апараті гольджі.